# Визначення електричної провідності мінералів у порошкоподібних пробах

Визначення електричної провідності мінералів у порошкоподібних пробах здійснюють у спеціальних чарунках, що складаються з кварцової трубки з внутрішнім діаметром 5 мм і висотою 15 мм.
Мономінеральну пробу (150—200 мг), що складається із зерен крупністю 0,15—0,40 мм, поміщають усередину чарунки.
Зразок ущільнюють під тиском 60 кПа. Провідність реєструють за прямими показаннями приладу Е6-3. Автоматичне регулювання швидкості нагріву та охолодження зразка забезпечує стабільність одержуваних результатів.